# Makassar

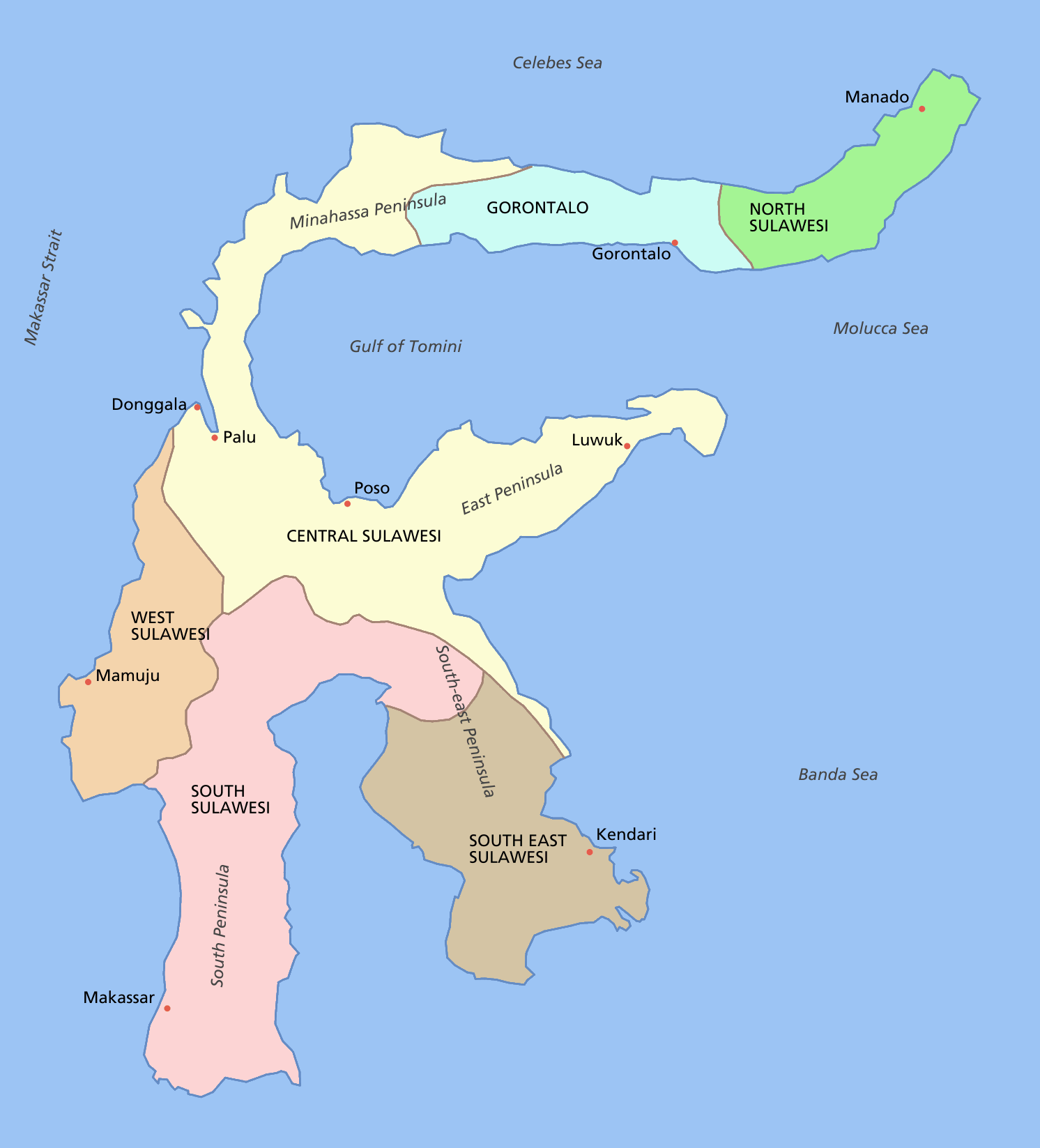
Mapa

Makassar o Macassar (del portuguès Macáçar o Macaçar), anomenada Ujung Pandang entre 1971 i 1999 (del nom d'un antic barri), és una ciutat d'Indonèsia, a l'illa de Cèlebes, capital de la província de Celèbes Meridional o Sulawesi Selatan. La superfície de l'entitat és de 175,78 km² i la població (2010) d'1.130.384 habitants (que vers 1980 eren 434.168 habitants dels que més de 330.000 eren musulmans, i el 2000 eren 897.384) i la densitat és de 6.431 habitants per km². Està habitada per minories de torages (singular toraja), menadosans, ambonesos, timoresos i altres. De 1946 a 1950 fou la capital de l'estat federal d'Indonèsia Oriental, inspirat per Països Baixos. El nom l'agafa del poble dels makassars que viu a l'interior i per tota la península meridional de la península de Sulawesi.

## Història
Al segle xiv pertanyia al regne de Majapahit. Les fonts existents són les cròniques dels regnes de Gowa i de Tallo; el primer estava format per una aliança de 9 principats cadascun amb un cap, que van ser finalment unificats; el regne es va estendre i va incloure el territori que després fou el regne de Tallo. A la mort del sisè rei el país es va repartir entre dos fills sorgint els regnes separats de Gowa i Tallo, que van conservar bones relacions i sempre van cooperar; quan van arribar els europeus van designar els dos estats en conjunt com a "Reino de Macaçar" (en portuguès) o "Reino de Macasar" en castellà. Vers el 1512, un any després de la conquesta de Malaca pels portuguesos, alguns malais es van establir a Makassar i van construir una mesquita; també van arribar comerciants musulmans tant a Makassar com a altres ports de la costa occidental de la península de Sulawesi. Aquestos emigrants es van oposar al regne de Pangkajene a la decisió del senyor local d'adoptar la religió cristiana, però això fou un cas aïllat i en general els senyors locals van conservar la seva religió tradicional i van respectar als musulmans i cristians.
A la primera meitat del segle xvi el karang de Tallo, Tu Nipasaru, va visitar Johore i Malaca per raons comercials. Sota el regnat de Tu Nijallo, karan de Gowa (1565-1590) el sultà de Ternate, Bab Allah, va visitar Makassar (1580). Bab Allah era un enemic ferotge dels portuguesos que havien matat al seu pare i va demanar als karangs la seva conversió a l'islam, però no consta que hagués tingut cap èxit en aquell moment. El 22 de setembre de 1605 el karang de Tallo I Malingkaan Daeng Notonri, que exercia també com a patih (primer ministre) de Gowa, es va declarar musulmà i va agafar el nom de Sultan Abd Allah Awwal al-Islam. El karang de Gowa, I Mangu rangi Daeng Nanra, va seguir el seu exemple al cap de poc i va adoptar el nom de Sultan Ala al-Din; el 16 de novembre de 1607 el segon va declarar acabada la islamització dels dos regnes; van seguir algunes guerres victorioses contra els seus veïns bugis (o buginesos) que es van haver de convertir a l'islam (els primers els de Luwu el 1605). En aquesta època es van fer famosos alguns santons les tombes dels quals són objecte de veneració.
Al segle xvii el regne dual de Makassar es va estendre notablement i va dominar la major part de les Cèlebes, Buton, Flores, Sumbawa, Lombok, i la costa oriental de Kalimantan (Borneo). El 1607 l'holandès Abraham Matysz va arribar a Makassar però el sobirà va refusar concedir un establiment pels desitjos monopolístics dels nou vinguts. Llavors Holanda es va aliar als buginesos de Bone, i va derrotar a Makassar en una breu guerra; al tractat de pau (1609) la Companyia Holandesa de les Índies Orientals (VOC) va adquirir el monopoli comercial, i els bugis de Bone van assolir un control efectiu de la part sud de les Cèlebes. Això va portar també a l'expulsió del port de Makassar dels portuguesos, els rivals dels holandesos. Aquest i altres conflictes foren regulats per tractats sempre en perjudici dels sobirans de Makassar. També es van establir algunes factories britàniques des de 1613 i fins i tot una de danesa (1618), però foren expulsats el 1667. Els comerciants de Makassar compraven les espècies a altres llocs i les venien al port i això feia que fos innecessari passar a través dels holandesos i dificultava el monopoli que aquestos volien imposar sobre el comerç d'espècies. El 1633 els holandesos van bloquejar el port de Makassar en reforç del seu reclamat monopoli. El 1636 Anthony van Diemen va aconseguir un acord amb el sultà per llibertat comercial, però el sultà es va reservar el comerç amb altres estats. El 1655 Hasanuddin va atacar l'establiment holandès a Buton i va derrotar els holandesos. En revenja Johan van Dam el 1660 va bombardejar Makassar i sis vaixells portuguesos foren enfonsats al port; el fort de Panakukkan fou ocupat després de dos dies de lluita i es va imposar una aliança al sultà de Gowa que fou signada pel representant del sultà, Karaeng Popo, a Batavia. El 1662 les forces del sulta van enfonsar dos vaixells holandesos (“De Malvis” i “De Leeuwin”) a l'estret de Makassar, i van aconseguir del primer setze canons i del segon un tresor de 1.425 florins. El 1665 Joan Maetsuyker el Governador General a Batavia va encarregar a Johan van Wesenhagen de resoldre definitivament el problema de les relacions comercials amb Gowa, però l'acord no va funcionar. Els holandesos es van aliar llavors al príncep bugi de Bone, Palakka, contra el sultà Hasanuddin de Gowa. 21 vaixells, 600 soldats holandesos i 400 bugis es van dirigir a Makassar. La lluita va començar el 24 de novembre de 1666 i va durar fins al 18 de novembre de 1667; el gruix de la guerra fou anomenat primera batalla de Makassar; el tractat de Bungaya (Het Bongaisch Verdrag), imposat per l'almirall holandès Cornelis Janszoon Speelman, i confirmat després el 1669, va donar als holandesos el dret d'establiment permanent, el monopoli amb prohibició de l'establiment d'altres estrangers a Makassar, i va transferir el domini de Bulukumbu-Bira, Maros, Bantaeng i el fort de Makassar a Ujung Padang (la resta foren destruïts excepte Somba Opu). Ujung Padang va passar a ser la principal fortalesa i va rebre el nom de Fort Rotterdam, mentre Somba Opu restaria com a residència reial. Les relacions es van deteriorar i el 1668 el sultà va atacar als holandesos a Fort Rotterdam el 5 d'agost de 1668. Els holandesos van atacar Fort Somba Opu el 15 de juny de 1669 i el van ocupar el 22 de juny de 1669 en l'anomenada segona batalla de Makassar. Hasanuddin es va rendir el 30 de juny i la fortalesa de Somba Opu fou destruïda.
Els buginesos (especialment els del regne de Wajo) eren els constructors i marins més hàbils; després de la derrota de Makassar contra els holandesos, aquestos bugis que havien estat a l'altra bàndol (els regnes de Wajo i de Soppeng o Sopeng), van emigrar i al segle xvii tenien a les Cèlebes i a Kalimantan (on van fundar l'estat de Kutai) els seus propis ports i les seves comunitats dirigides per un matoa. El tercer matoa de Makassar, Amanna Gappa, ajudat per altres dos matoa locals, va establir el 1676 un codi de comerç i navegació.
El 1737 el rei bugi de Kutai va alliberar Wajo del domini de Bone. El 1739 hi va haver un conflicte successori a Gowa i el 1776 una revolta dirigida per un home del poble. Els dos fets tenien arrels antiholandeses. El 1811 van arribar els britànics que van substituir als holandesos. Van atacar el regne de Bone i van saquejar el palau apoderant-se de la biblioteca. Els holandesos van poder retornar poc després del final de la guerra a Europa, el 1816. El 16 d'abril de 1856 el regne de Tallo fou abolit. El 1865 Bone fou envaït pels holandesos. El 1905 el rei de Bone va ser enderrocat i exiliat a Batavia i va seguir el de Gowa el 1906. La monarquia fou reintroduïda de manera limitada el 1931 a Bone i el 1936 a Gowa. El 1941 les illes Cèlebes foren ocupades pel Japó, però els japonesos es van rendir el 1945. El capità neerlandès Turk Westerling va dirigir una ferotge repressió de les forces nacionalistes i el 1946 es va establir l'estat d'Indonèsia Oriental, un dels que va formar la Federació d'Indonèsia dels quals només la República (principalment Java) era independent de manera efectiva. El 1950 el sistema federal fou abolit. El sultanat va deixar d'existir de fet i fou abolit el 1960, encara que la línia reial va continuar.
El 1950 es va produir la revolta del Darul-Islam dirigida per Kahar Muzakkir, un ex oficial de l'exèrcit d'ètnia bugi de Luwu. L'interior del país va quedar sota control dels rebels i en les accions militars moltes cases i documents foren cremades. Fou controlada al cap d'uns anys de lluita.
Des de 1963 l'islam no ha parat de guanyar força. En aquest any es va fundar l'Ikatan Majid das Muhalla Indonesia Mutahhidin (IMMIM, Associació de Mesquites i Llocs de Pregària Unides d'Indonèsia) que tenia com a finalitat un islam tolerant amb les creences individuals.

## Fortaleses de Makassar alseglexvi
Makassar, capital de Gowa, disposava de diverses fortaleses, la principal de les quals era Somba Opu que estava protegida per 14 fortaleses més en la zona perifèrica: 
- 1. Fort Ujung Pandang (des de 1667: Fort Rotterdam)
- 2. Fort Anak Tallo
- 3. Fort Barobosa
- 4. Fort Bontorannu
- 5. Fort Mariso [al nord de Somba Opu]
- 6. Fort Pattunuang
- 7. Fort Tallo
- 8. Fort Ujung Tanah
- 9. Fort Anak Gowa (sub-districte de Gowa)
- 10. Fort Kalegowa (sub-districte de Gowa)
- 11. Fort Panakkukang (sub-districte de Gowa)
- 12. Fort Barombong
- 13. Fort Galesong
- 14. Fort Sanrobone (Takalar)

## Reis (karang) de Gowa[1]
- I Taruballanga vers 1300-1320
- I Massalangga vers 1320-1340)
- I Puwang vers 1340-1360
- I Tunijataban-ri vers 1360-1380
- Karaeng Puwanga vers 1380-1405
- Tunitangkalopi (primer rei històric) 1405-1450
- Batara Gowa I vers 1450-1480
- I Pakeretau vers 1480-1511
- Daeng Matanre Karaeng “Tumaparisi Kallona” 1511-1547
- I Manriwagau Daeng Bonto Karaeng Lakiung “Tunipallangga Ulaweng” 1547-1565
- I Tajibarani Daeng Marompa Karaeng Data “Tunibata” 1565
- I Manggorai Daeng Mametta Karaeng Bontolangkasa “Karaeng Tunijallo” 1565-1590
- Tepukaraeng Daeng Parabung Assulukalah 1590-1593
- I Mangarangi Daeng Manrabia “Sultan Alauddin” 1593-1639
- I Manuntungi Daeng Mattola Karaeng Lakiung “Sultan Malikul Said” 1639-1655
- Mallombasi Daeng Mattawang Karaeng Bonto Mangape Muhammad Bakar Hasanuddin “Sultan Hasanuddin” Makassarnja 1655-1669 anomenat pels holandesos “Haantje van het Oosten”.
- I Mappasossong Daeng Nguraga “Sultan Amir Hamzah” 1669-1674
- Muhammad Ali 1674-1677
- I Mappadulung Daeng Mattimung Karaeng Sanrabone Sultan Fakhruddin Abdul Jalil (Tumenanga-ri-Lakiung) 1677-1709
- La Parappa To' Aparapu Sappewali Madanrang Daeng Bonto Karaeng Anamonjang Paduka Sri Sultan Shahabuddin Ismail

(Tumenanga-ri-Sompaopu) 1709-1712 
- I Mappaurangi Karaeng Kanjilo Paduka Sri Sultan Sirajuddin (Tuammenang-ri-Pasi) 1712-1739
- I Malawangau Sultan Abdul Khair al-Mansur Shah (Tumenanga-ri-Gowa) 1739-1742
- I Mappaba'basa Sultan Abdul Kudus (Tumenanga-ri-Kala'birana) 1742-1753 (sota regència 1742-1750)
- Karaeng Batara Gowa II Amas Madina Patti Mathari Sultan Usman Fakhruddin (Tumenanga-ri-Silung) 1753-1767
- I Malisujawa Daeng Riboko Arung Mampu Sultan Muhammad Imaduddin (Tumenanga-ri-Tompo'balang) 1767-1769
- I Makaraeng Karaeng Tamasangang Karaeng Katangka Sultan Zainuddin (Tumenanga-ri-Matawangang) 1769-1777 ]
- Sankilang (usurpador) 1777-1781
- I Mannawarri Karaeng Bontolangkasa (després Karaeng Mangasa Sultan Abdul Hadi) 1781-1810
- Karaeng Pangkajene Abdul Khalik 1810-1814 (protectorat britànic 1811-1814)
- Mappatunru Abdurauf (després I Manginyarang Karaeng Lembangparang) (Tumenanga-ri-Katangka) 1814-1825 (protectorat britànic 1814-1816)
- La Oddanriu Karaeng Katangka Abdurahaman (Tumenanga-ri-Suangga) 1825
- I Kumala Karaeng Lembangparang Sultan Abdul Kadir Muhammad Aidid (Tumenanga-ri-Kakoa-sangna) 1825-1893 
  - Karaeng Berowangang Mahmud 1825-1844, regent
- I Mallingkaang Daeng Nyonri Karaeng Katangka Sultan Muhammad Idris (Tumananga-ri-Kalabbiranna) 1893-1895
- I Makkulau Daeng Serang Karaeng Lembangparang Sultan Husain (Tumenanga-ri-Bunduna) 1895-1906
- Monarquia suprimida pels holandesos 1906-1936
- I Mangimangi Daeng Mattutu Karaeng Bontonompo Sultan Muhammad Tahir Muhibuddin (Tumenanga-ri-Sungguminasa) 1936-1946
- Andi Ijo Daeng Mattawang Karaeng Lalolang Sultan Muhammad Abdul Kadir Aidid 1946-1978
- Andi Kumala Karaeng Sila Aiduddin 1978-